# Basilica di Giunio Basso

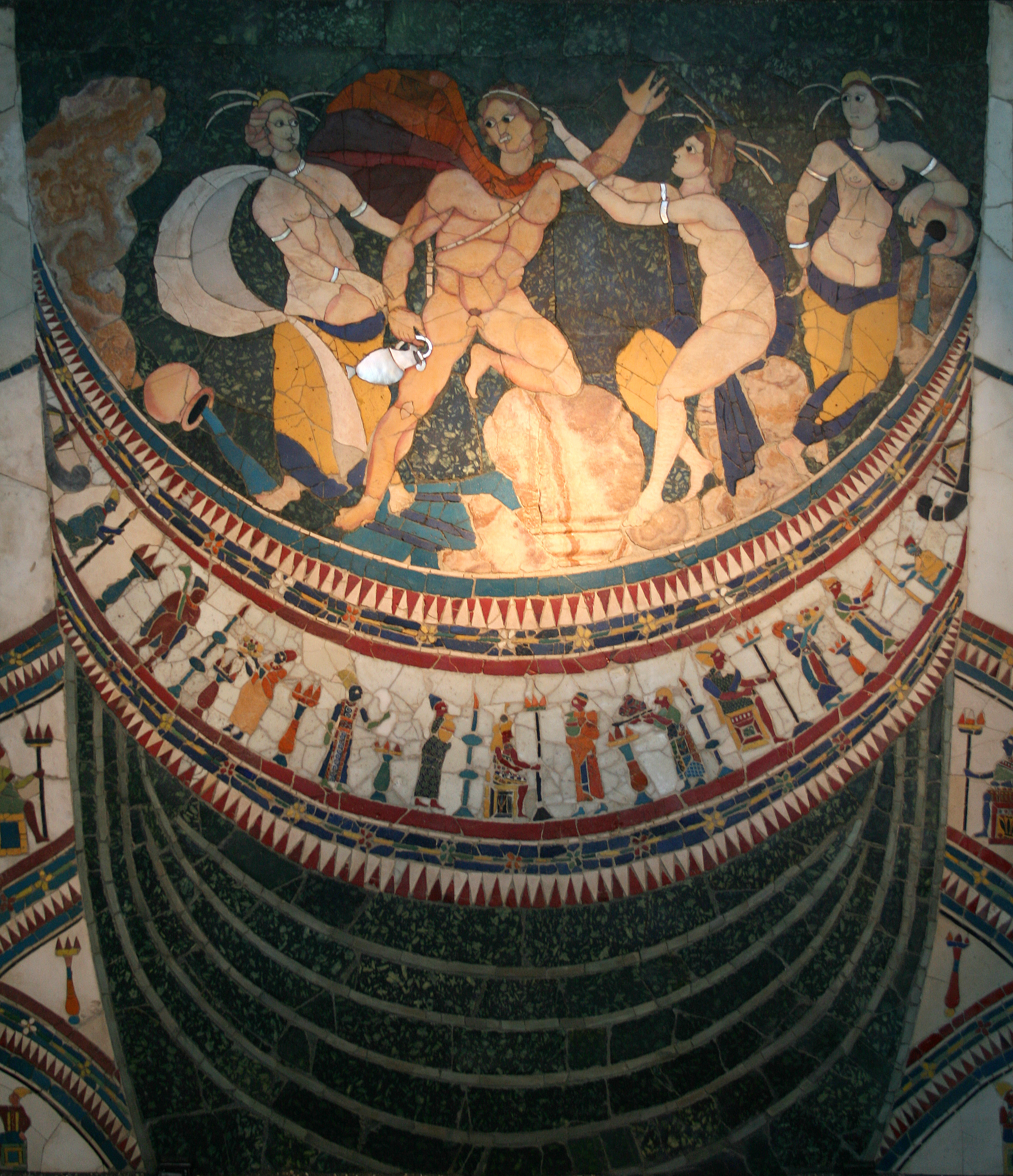
Pannello con Ila e le ninfe e velum alexandrino

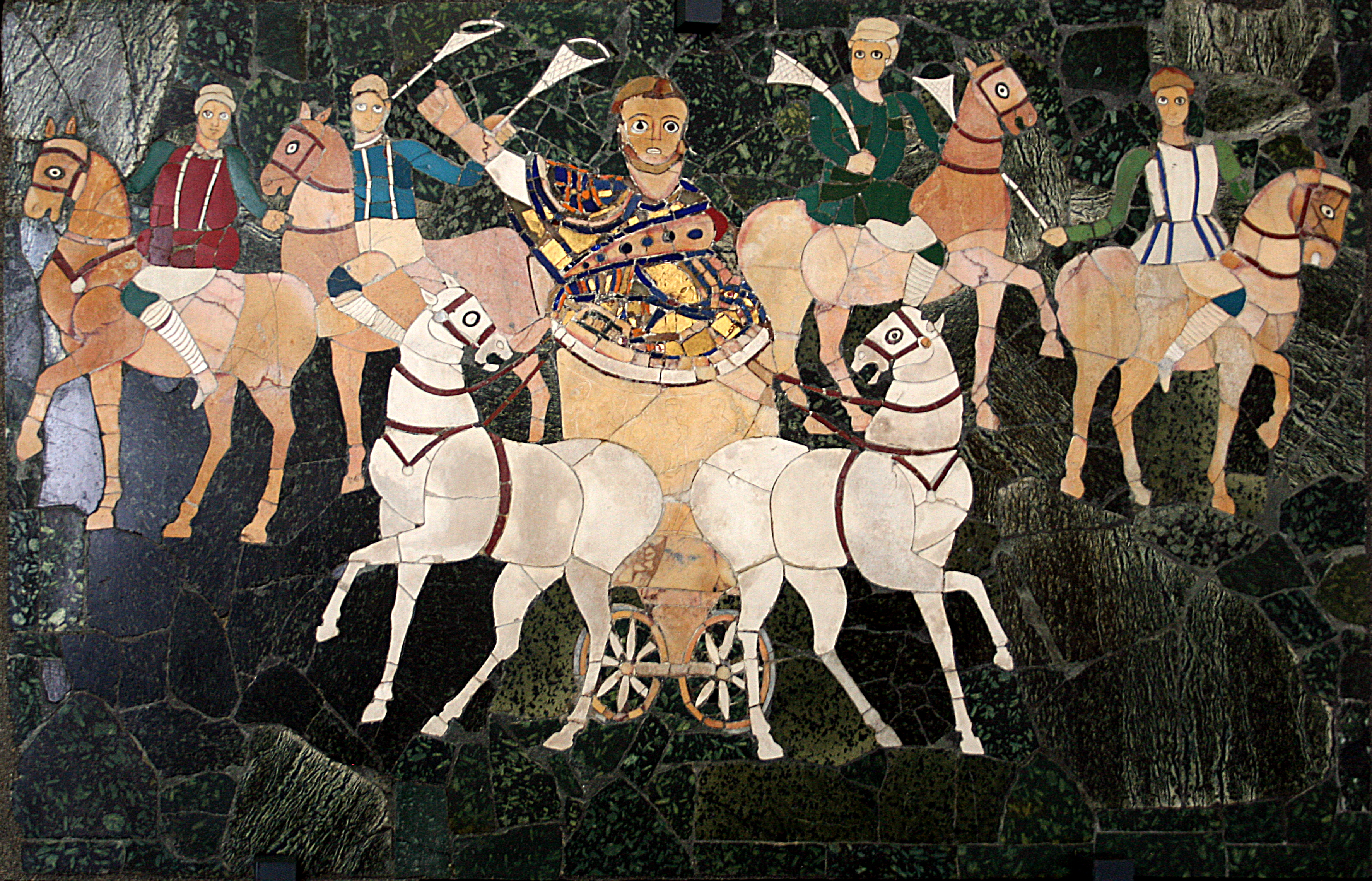
Scena del processus consularis

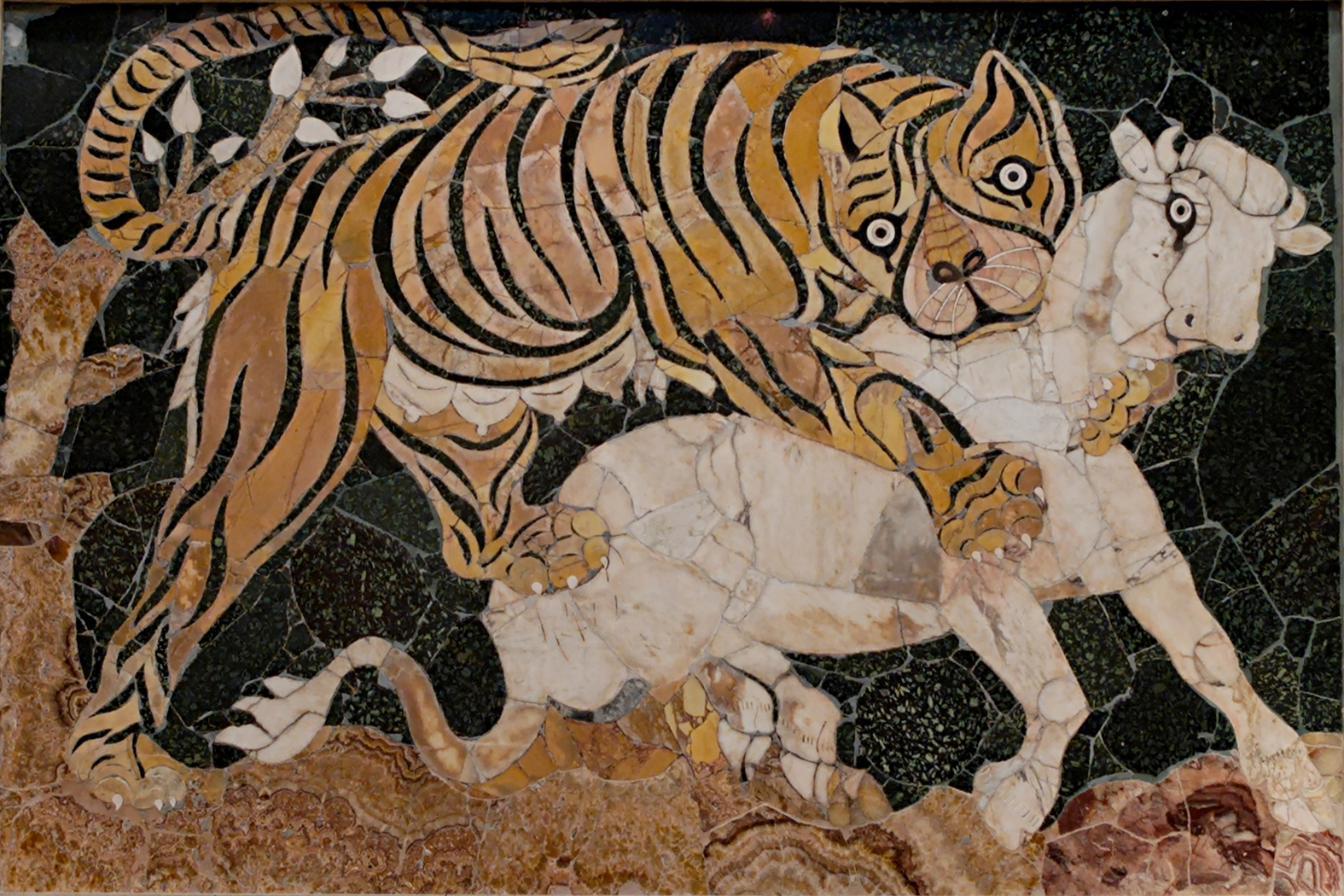
Pannello con tigre

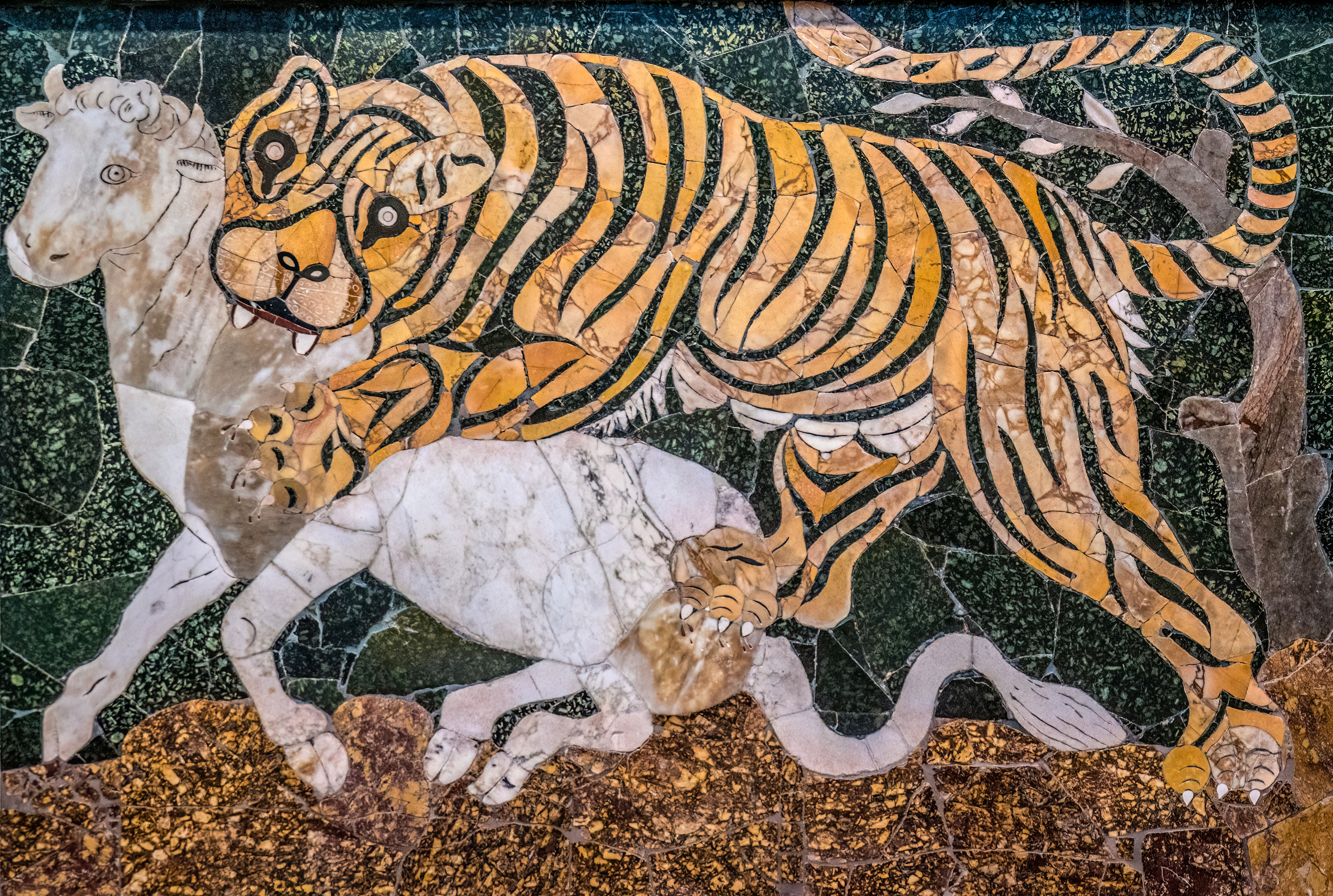
Pannello con tigre

La basilica di Giunio Basso (basilica Iunii Bassi) era una basilica civile di Roma, situata sull'Esquilino, sul luogo dove oggi si trova la sede del Pontificio istituto orientale, in via Napoleone III, 3.

## Storia
Fu edificata da Giunio Annio Basso, console del 331; nella seconda metà del V secolo, all'epoca di papa Simplicio (468-483), venne trasformata nella chiesa di Sant'Andrea Catabarbara.
Nel 1930 furono riscoperti gli ultimi resti dell'edificio, che in quell'occasione vennero definitivamente demoliti. Nella stessa occasione vennero alla luce i resti di una casa augustea con rifacimenti più tardi, nella quale furono trovati dei mosaici databili al III secolo: uno con soggetti dionisiaci e uno che riporta i nomi dei proprietari (Arippii e Ulpii Vibii). Oggi i mosaici sono esposti nella sede del seminario.

## Architettura
L'architettura dell'edificio era piuttosto semplice, con un'aula rettangolare absidata, preceduta da un atrio a forcipe con un unico ingresso e nicchie interne. Sulle pareti correva una triplice finestratura (non sul lato dell'abside).

## Decorazione inopus sectile

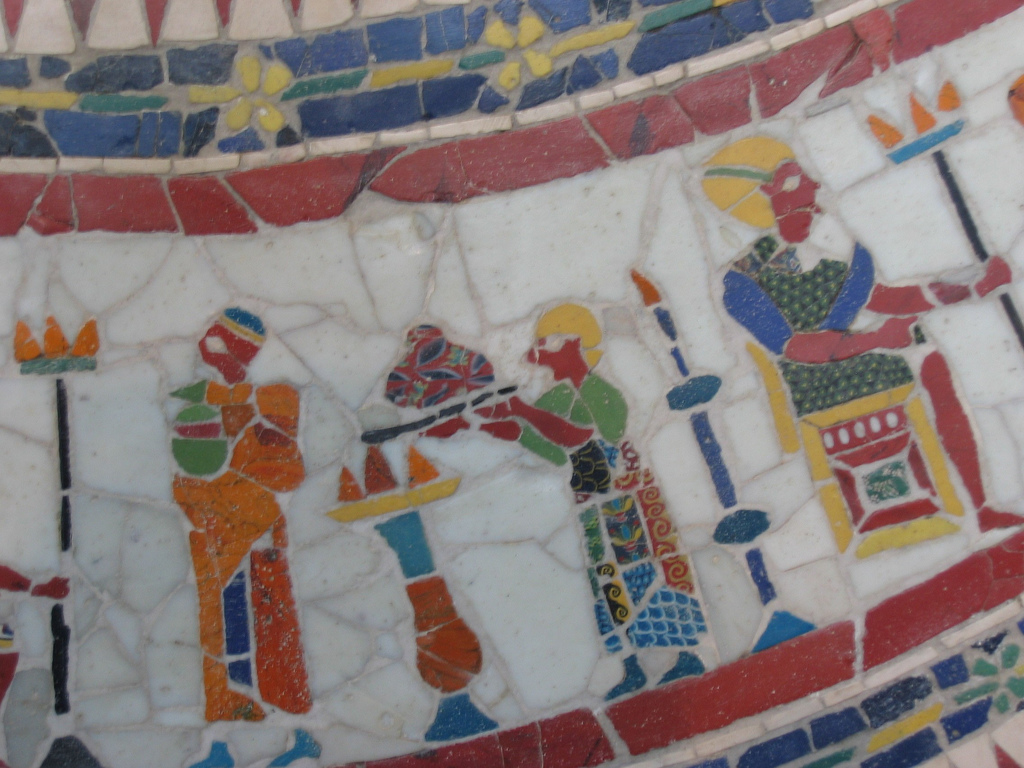
Dettaglio del velum

La magnificenza era data dal rivestimento interno di incrostazioni marmoree figurate (opus sectile), che ricopriva le pareti e che fu visibile fino al XVI secolo, quando fu disegnato da Giuliano da Sangallo e altri artisti. In queste copie si può osservare lo schema generale della decorazione: la parte bassa era occupata da una zoccolatura che il Sangallo riempì di completamenti di fantasia, presumibilmente perché molto rovinata e quindi suscettibile di essere reinventata secondo l'estro dell'artista; seguiva la zona a specchiature separate da pilastri, in corrispondenza dei piedritti delle finestre. In ciascuna delle specchiature, divise verticalmente in tre sezioni, si potevano vedere motivi a pelta (scudo). Sotto le finestre, più in alto, correva un fregio continuo di archetti pensili su mensole. Tra le finestre e sopra di esse, entro riquadri bordati da fasce con tripodi delfici, si trovavano poi altre due serie di pannelli figurati. Queste grandi scene erano contornate in basso da finti drappi, coi bordi ricamati e con scenette mitologiche, e in alto da lotte tra animali e centauri e immagini del processus consularis. Di questi pannelli oggi restano solo quattro frammenti: due a Palazzo dei Conservatori, Musei Capitolini, e due al Museo nazionale romano di palazzo Massimo (questi ultimi già nella raccolta di Palazzo Mattei-Albani-Del Drago). Più in alto, infine, il Sangallo disegnava scene di corteggio ufficiale e mitologico e pannelli con gorgoneia, molto probabilmente frutto della sua interpolazione.
Delle lastre superstiti, la più grande è quella in Palazzo Massimo, con un "drappo" inferiore ornato da scene egittizzanti, un "vela Alexandrina" citato anche da Plinio, e una scena principale del mito di Ila e le ninfe (il giovane amato da Ercole che recatosi a una fonte viene sedotto e rapito dalle ninfe). La seconda lastra di Palazzo Massimo, priva del velum, è quella del processus consularis dello stesso Giunio Basso, che è raffigurato frontalmente mentre procede su un cocchio, seguito da 4 aurighi a cavallo, che portano un frustino e i colori delle quattro fazioni dei giochi che si svolgevano nel Circo Massimo, probabilmente finanziati dal console. I due pannelli di Palazzo dei Conservatori raffigurano simmetricamente due tigri che sbranano dei buoi bianchi.
I marmi preziosi accostati nelle figure generano una policromia vivacissima, con la capacità talvolta di riprodurre anche il chiaroscuro disponendo in maniera studiata le screziature della pietra.
I motivi egittizzanti del drappo forse adombrano l'utilizzo di maestranze specializzate alessandrine, visto anche l'uso di pietre durissime come porfido e serpentino nelle tarsie, che erano a appannaggio praticamente esclusivo degli artigiani orientali.
Confronti con decorazioni simili si possono istituire con la decorazione di una schola a Cenchreae in Grecia e soprattutto con un edificio di Ostia, forse pure una schola, più tardo (fine del IV secolo) ma con molto elementi decorativi in comune quali i motivi a pelta, le specchiature con tondi e i leoni che assalgono gazzelle. Si può quindi presumere che questo tipo di decorazione derivasse da fonti comuni, forse arazzi o da imitazioni di strutture reali.
La scena del cocchio invece è da mettere in relazione coi contorniati (tipo particolare di medaglioni in uso nel IV secolo), dove si trova un'analoga composizione dei cavalli, del carro e perfino delle ruote in prospettiva. La frontalità della raffigurazione è tipica del periodo (si vedano i rilievi dell'arco di Costantino), ma qui è ulteriormente esaltata dallo sfondo neutro color verde, dove le figure sembrano muoversi al di fuori di qualsiasi convenzione prospettica.

## Interpretazione
Controversa è l'interpretazione del monumento. L'uso funerario sembra da escludersi, mentre è possibile un confronto con aule di ricevimenti ufficiali di quest'epoca successivamente trasformate in chiese, come Santa Susanna (del 320 circa) e Santa Balbina (del 330 circa), o altri edifici non coevi, come la basilica Palatina di Costantino a Treviri (inizio del IV secolo) e l'accostamento basilica/corridoio "della Grande caccia" nella villa di Piazza Armerina. Anche la tecnica edilizia, a mattoni molto regolari, è assimilabile alle opere approntate da Massenzio o da Costantino I nel suo primo periodo di governo.
Il soggetto delle decorazioni, permeato da valori simbolici legati alla filosofia neoplatonica allora molto in voga tra l'aristocrazia romana del Basso Impero, potrebbe ricondursi all'esaltazione della vita pubblica del console.